# Radithor

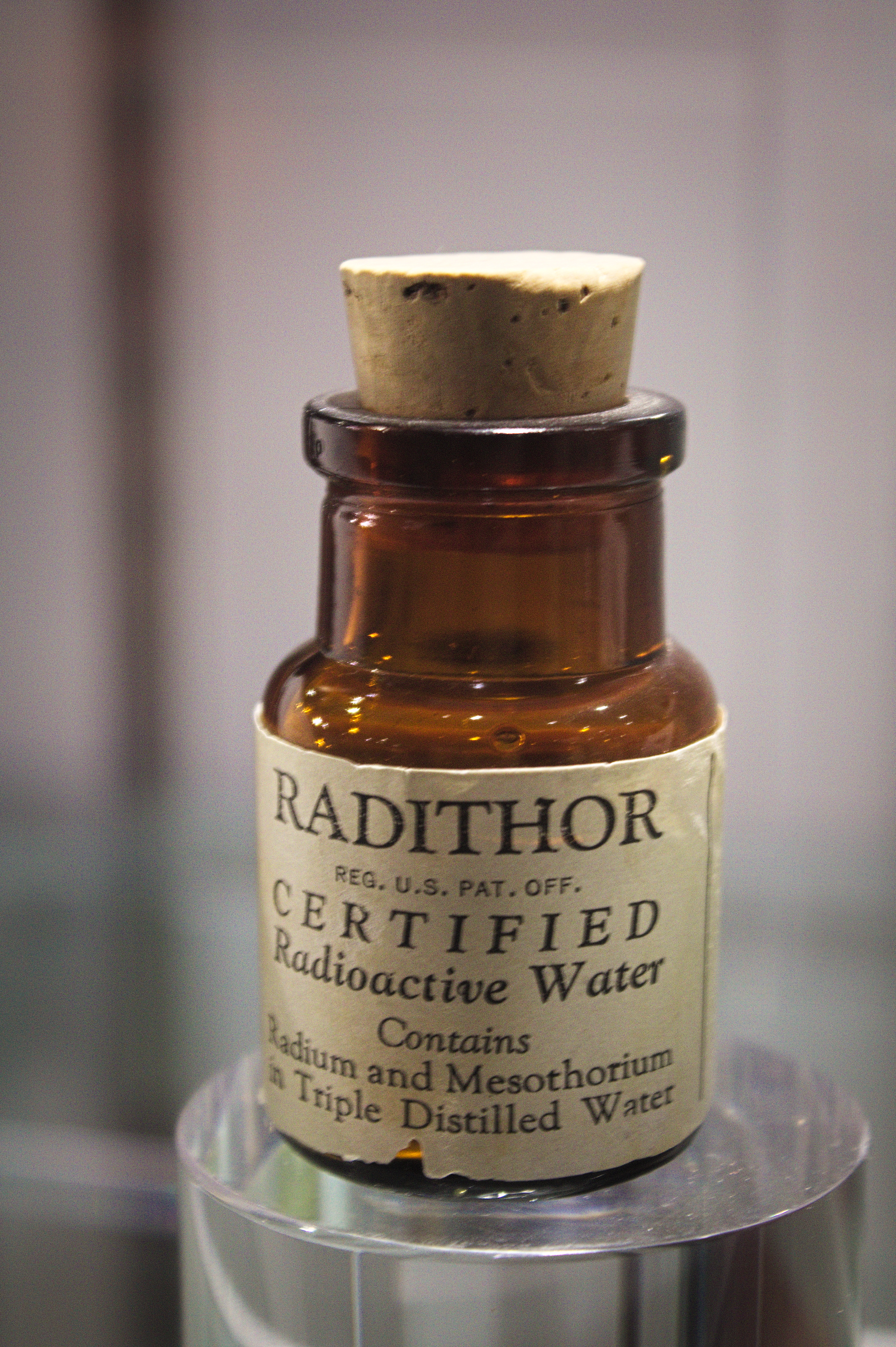
Flacon de Radithor.

Le Radithor était un remède radioactif, breveté aux États-Unis, destiné à soigner près de 150 maladies, surtout les états de fatigue et d'impuissance sexuelle. Produit inventé par le charlatan William J. A. Bailey (en), il est le représentant emblématique d'une vogue de « radiothérapie douce » des années 1920. Distribué et vendu dans le monde entier de 1925 à 1930, il se composait d'eau distillée contenant du radium 226 et 228.
Le temps du Radithor et des élixirs radioactifs se termine en 1932, avec la mort prématurée d'un de ses plus fervents utilisateurs, Eben Byers, jeune milliardaire industriel américain. L'histoire du Radithor est considérée comme une application excessive et pseudo-scientifique de l'hormèse par radiation. Cette histoire a permis de renforcer le contrôle règlementaire des produits pharmaceutiques et radioactifs.

## Contexte
Pierre et Marie Curie découvrent le radium en 1898. Dès l'année suivante, des médecins expérimentent le radium et ses isotopes dans le traitement du cancer et d'affections cutanées comme le psoriasis. La curiethérapie devient un complément utile du traitement chirurgical de certains cancers difficilement opérables. Lorsque Marie Curie, détentrice de deux Prix Nobel, se rend aux États-Unis en 1921, elle fait l'objet d'une couverture médiatique si intense que son voyage se transforme en séries de séances photographiques où elle est représentée en héroïne des temps modernes.
À ses débuts, la curiethérapie utilisait essentiellement les émissions β et les émissions γ du radium et de ses dérivés. Les émissions α, de faible pénétration biologique (dix fois le diamètre d'une cellule), étaient considérées comme trop difficiles à manier, et restaient inutilisées par les cancérologues de cette époque.
Dans ce contexte, une nouvelle approche de la radiothérapie apparait aux États-Unis, celle de la « radiothérapie douce », dans le prolongement du grand mouvement homéopathique et chiropratique américain de la fin du XIXe siècle.

## Radiothérapie douce

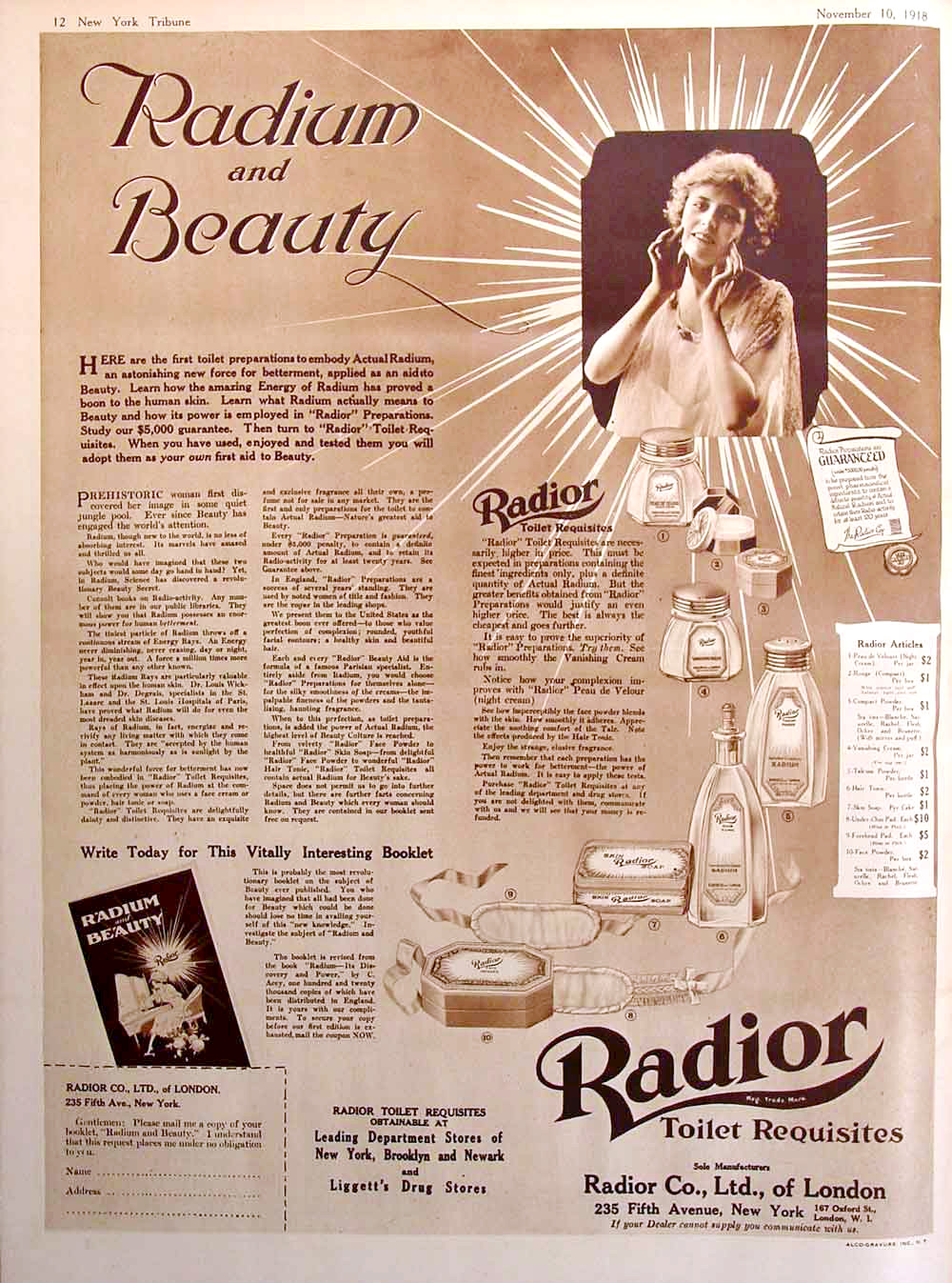
Publicité pour un cosmétique au radium (1918)

Elle s'oppose aux traitements destructeurs des cancérologues, en se faisant plus proche de l'endocrinologie. L'idée de base était que les radiations à faible doses étaient un puissant stimulateur du métabolisme en agissant sur le système endocrinien (effet proche de l'hormèse).
Les partisans de la radiothérapie douce s'appuient aussi sur des travaux suggérant que certaines eaux thermales chaudes contenaient du radon. Ce produit radioactif naturel, avec ses émissions α, en serait le principe actif. Ces eaux salutaires étant utilisées depuis des siècles sans effets néfastes, l'idée se répand qu'il devait en être de même pour la radioactivité à faible dose. En 1913, la prescription de radium à faibles doses est médicalement reconnue dans le traitement de plusieurs maladies chroniques.
Le radium est alors distribué en vente libre, la Food and Drug Administration (FDA, Agence américaine du médicament) n'ayant que des pouvoirs très faibles à cette époque. Le radium, considéré comme un produit naturel et non comme un médicament, relevait de la compétence de la Federal Trade Commission (FTC, Agence américaine de la consommation). Dans les années 1920, des dizaines de spécialités pharmaceutiques sont supposées contenir de petites quantités de produits radioactifs, et la FTC poursuit les fabricants qui vendent des produits à des doses radioactives insuffisantes.
Vers la fin des années 1920, le monde médical découvre que de jeunes ouvrières (les Radium Girls), utilisant de la peinture au radium pour peindre cadrans de montre ou enseignes lumineuses, sont atteintes d'un cancer des os (ostéosarcome). Ceci jette l'alarme et restreint l'utilisation du radium. Toutefois, les partisans de la radiothérapie douce estiment que ces problèmes sont dus à des impuretés dans la peinture, et non au radium lui-même. Il faudra la fin tragique d'un jeune milliardaire en 1932 pour mettre fin à la radiothérapie douce.

## L'inventeur
Le Radithor a été inventé par William J.A. Bailey (en) (1884-1949). Né à Boston, Bailey fait ses études à la Boston Public Latin School. En 1903, il est admis à Harvard, où il suit des cours de géologie, il quitte l'Université en 1905, sans avoir obtenu de diplôme. Il n'était pas médecin, bien qu'il ait prétendu posséder un doctorat en médecine de l'Université de Vienne, mais il n'en existe aucune preuve officielle.
À partir de 1906, Bailey vit à New-York, travaillant dans l'import-export, à la recherche de commanditaires pour commercer avec la Chine, puis à la recherche de pétrole pour le compte du gouvernement russe. Dans les années 1910, il se présente comme l'inventeur de divers appareils « pour les automobiles, le cinéma, et les blindages ». En 1915, il est condamné à un mois de prison lors de l'escroquerie de la Carnegie Engineering Corp (aucun rapport avec l'empire industriel d'Andrew Carnegie). Bailey se présentait comme fabricant d'automobiles à 600 $, qu'il promettait de livrer à crédit dès le premier versement de 50 $ à adresser dans son usine au Michigan. Des milliers de dépôts furent encaissés, mais l'usine en question n'était qu'une scierie abandonnée, dans laquelle on ne trouva qu'une caisse à outils et trois sténotypes.
Vers 1918, Bailey s'intéresse à des affaires pharmaceutiques, car cette année-là il est condamné à 200 $ d'amende pour publicité frauduleuse concernant des comprimés aphrodisiaques, à base de strychnine. En 1925, il est président de l' Associated Radium Chemists Inc., société new-yorkaise fabriquant toute une gamme de produits radioactifs : comprimés, liniments, appareils et objets, comme le Thoronator (appareil « pour produire de l'eau radioactive à la maison ou au bureau »), le Bioray (presse-papier « délivrant des rayons gamma sans gêne et sans ennui », l'Adrenoray (boucle de ceinture radioactive contre les troubles de l'érection). Le prix de ces appareils pouvait atteindre les mille dollars pièce et tous furent des succès commerciaux jusqu'à la grande dépression de 1929.
Toutefois, le plus grand triomphe de Bailey fut le Radithor, fabriqué par les Bailey Radium Laboratories, Inc., à East Orange, New Jersey.
Durant la Seconde Guerre mondiale, il est engagé dans la surveillance aérienne des États-Unis. Il propose alors un système d'identification pour les avions, un manuel de natation pour les soldats, un système de visée pour les fusils, et un appareil de détection des sous-marins. Les responsables d'IBM ne peuvent confirmer qu'il ait dirigé un service de leur entreprise durant la guerre, comme le prétend sa notice nécrologique. À 64 ans, Bailey décède d'un cancer de la vessie, dans le Massachusetts, le 16 mai 1949.

## Le produit
Le Radithor se présente comme une eau minérale radioactive contenant un mélange secret d'isotopes de radium. Sa composition exacte a pu changer au cours de la période de fabrication (1925-1930). Les données disponibles donnent à penser que chaque flacon d'une demi-once devait contenir au minimum 1 microcurie (37 kBq) de radium 226 et de radium 228. En 1990, on retrouva 4 flacons de Radithor chez un collectionneur privé. Les flacons avaient été vidés, mais ils gardaient une radioactivité résiduelle de 0,4 microcurie (14, 8 kBq) par flacon, principalement au niveau du bouchon de liège.
La dose recommandée initiale était de un flacon par jour, mais les usagers en consommaient deux à trois fois plus. La victime la plus célèbre, Eben Byers, consomma de 1 000 à 1 400 flacons entre janvier 1928 et décembre 1930. La dose engagée pour du Ra-226 est de 0,52 µSv Bq−1, soit 19,2 mSv par flacon. En termes de débit de dose, cette irradiation se situe à la limite des faibles doses d'irradiation où l'on commence à observer des effets réels (nocifs) sur la santé.
La boîte de 30 flacons coûtait 30 dollars de l'époque. Plus de 400 000 flacons furent fabriqués par les Bailey Radium Laboratories, et vendus dans le monde entier. La potion était vendue comme A Cure for the Living Dead ainsi qu'un Perpetual Sunshine. Ce produit cher était censé traiter l'impuissance sexuelle, la frigidité et la baisse de libido parmi 150 autres maladies, toutes censées provenir d'un dérèglement glandulaire guérissable par Radithor.
La diffusion du produit s'accompagne de documents promotionnels publicitaires, adressés séparément aux utilisateurs et aux médecins. Le document envoyé à tous les médecins américains se présente sous la forme d'une monographie scientifique de 32 pages, publiée en 1926. La brochure contient de nombreuses photographies montrant les procédés de raffinement et de purification du radium aux Laboratoires Bailey. Il s'agissait en fait de faux, car il fut constaté plus tard que Bailey se contentait d'acheter le radium à l'American Radium Laboratory du New-Jersey, dont il était le voisin. Il le mettait ensuite en flacons dans son usine avec de l'eau distillée trois fois, en augmentant les prix de plus de 400 %.
Les médecins qui prescrivaient le Radithor gagnaient 5 dollars par boite, ce qui fut dénoncé par un éditorial du JAMA en 1927 sous le titre Fee-splitting quackery (dichotomie avec des charlatans).
À partir de 1928, les autorités américaines commencent à réagir en étudiant les nombreux remèdes radioactifs. En février 1930, la FDA publie une mise en garde générale contre les produits à radioactivité significative, mais elle n'avait pas de pouvoir pour les interdire. Plus précisément, la FTC porte plainte contre le Radithor et les Laboratoires Bailey pour publicité mensongère. C'est alors que survient l'affaire Byers, à grand retentissement médiatique.

## L'affaire Byers

### La victime

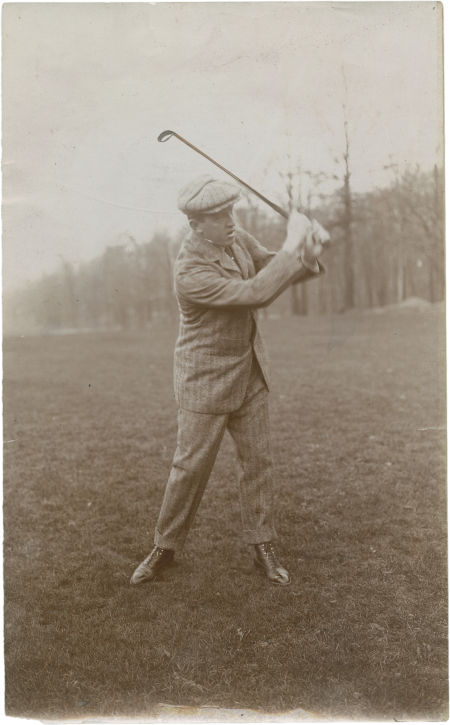
Eben Byers dans les années 1920. Riche industriel, il a été champion de golf amateur des États-Unis en 1906.

Eben Byers (1880-1932) était un riche industriel américain, mondain et sportif, diplômé de Yale. Président de la fonderie A.M. Byers de Pittsburgh et New-York, connu internationalement en tant qu'industriel, et en tant que playboy et champion de golf aux États-Unis. Il était représentatif de l'aristocratie industrielle américaine de cette époque, dépeinte dans le roman de F. Scott Fitzgerald, Gatsby le Magnifique, plusieurs fois repris au cinéma.
En 1927, Eben Byers chute de la couchette supérieure d'un train Pullman, et se blesse au bras. Quelques semaines plus tard, il se plaint de douleurs persistantes, d'un état de fatigue avec perte de performances sportives et sexuelles. Byers consulte de nombreux médecins, jusqu'à ce que l'un d'entre eux lui prescrive du Radithor. Au début de 1928, Byers commence à boire plusieurs flacons de Radithor par jour, ce qu'il fera pendant près de deux ans.
Byers se sentit d'abord beaucoup mieux. Enthousiasmé par le Radithor, il le recommande à tous : il en offre des caisses à ses relations d'affaires, à ses maîtresses, et en fait boire à ses chevaux de course.

### Atteinte mortelle
En 1930, Byers se retrouve amaigri, se plaignant de céphalées et de douleurs dentaires. Son médecin diagnostique d'abord une mauvaise sinusite, mais quand ses dents commencèrent à tomber, un radiologue de New-York examina les clichés de la mâchoire pour y découvrir des lésions osseuses similaires à celles qu'il avait vues chez les utilisateurs de peinture au radium. Appelé en consultation, F. B. Flinn, expert médical en radium de l'Université de Columbia, confirma le fait que les os de Byers se décomposaient lentement, qu'il s'agissait bien d'une ostéonécrose du maxillaire par intoxication massive au Radithor.

L'affaire relance les enquêtes sur le Radithor. En septembre 1931, Byers est appelé à témoigner, mais il est trop malade pour se déplacer. L'homme de loi qui prit sa déposition témoigna plus tard :
« Il est difficile d'imaginer une expérience plus horrible dans un cadre plus magnifique. Dans sa splendide demeure (...) il pouvait à peine parler. Sa tête était recouverte de bandages. Il avait subi deux opérations de la mâchoire : il ne lui restait que deux incisives supérieures et la plus grande partie de la mâchoire inférieure avait été enlevée ».
En décembre 1931, les laboratoires Bailey sont mis en demeure de cesser toute publicité et toute activité. Byers décède le 31 mars 1932.

### Retentissement
La une du New York Times titre « Eben M. Byers meurt d'intoxication au radium ». Le Wall Street Journal met en titre The Radium Water Worked Fine Until His Jaw Came Off « L'eau au radium lui faisait du bien jusqu'à ce qu'il en perde la mâchoire ». Toute la presse américaine s'empare de l'affaire, ne comprenant pas pourquoi tant de médicaments et d'appareils radioactifs étaient utilisés couramment par des gens qui restaient bien portants. De nombreuses personnalités, dont le maire de New-York, reconnurent la prise de produits rajeunissants radioactifs.
De nombreux médecins se font alors connaitre pour signaler des cas semblables aux journalistes. Durant une émission de radio, un médecin approchera une victime avec un compteur Geiger pour faire entendre au grand public « le bruit mortel du radium ». L'industrie des médicaments radioactifs s'effondre. Les fonctionnaires des services de santé effectuent des recherches, boutique par boutique, pour s'assurer de la disparition des produits de ce type.
En Amérique et en Europe, il y eut des appels à la règlementation du radium. La mort de Byers contribua au renforcement des pouvoirs de la Food and Drug Administration (FDA) et à la disparition de la plupart des médicaments brevetés à base de substances radioactives.
À la suite de l'affaire Byers, Bailey regagne l'anonymat ; il n'a jamais été poursuivi pour des accusations graves, en raison du caractère limité des lois sur la responsabilité commerciale aux États-Unis de cette époque.
Selon R.M. Macklis, pour beaucoup de ses consommateurs, le Radithor a été plus un produit récréatif qu'un médicament, un symbole tangible des roarings twenties , appelées en France les années folles.

## Radiotoxicologie du Radithor
Eben Byers a été enterré dans un cercueil de plomb ; lorsqu'il a été exhumé en 1965 pour études, ses restes étaient encore très radioactifs. La radioactivité moyenne de son squelette était, par gramme d'os, de 44,25 Becquerel de radium 226, et de 1,07 Bq de radium 228. Il a été estimé que le squelette du sujet a dû absorber une dose moyenne totale de 365,95 Sievert. À de telles doses, il parait surprenant que Byers ait pu rester sans symptômes pendant plus d'un an et demi. Cette survie pourrait s'expliquer par l'absorption hétérogène des émissions α (irradiation interne par ingestion), et une réaction compensatrice de la moelle osseuse aux radiations.
Dans les années 1960, une étude américaine a porté sur près de 500 cas d'intoxication au radium survenus au cours du XXe siècle. Dans la grande majorité, il s'agissait d'expositions professionnelles : chimistes étudiant le radium, peintres utilisant une peinture au radium brillant dans l'obscurité (pour enseignes, cadrans d'horloge...). Vingt-deux cas sont des consommateurs de Radithor, appartenant à des catégories sociales élevées, vu la cherté du produit.
L'inventeur du Radithor, William Bailey, a été aussi exhumé pour analyse de ses os. Ils étaient encore radioactifs en 1968.